# Bezirk Vaiņode
Der Bezirk Vaiņode (Vaiņodes novads) war ein Bezirk in Lettland, der von 2009 bis 2021 existierte. Bei der Verwaltungsreform 2021 wurde der Bezirk aufgelöst, seine Gemeinden gehören seitdem zum Bezirk Dienvidkurzeme.

## Geographie
Der Bezirk lag im Südwesten an der Grenze zu Litauen.

## Bevölkerung
Seit 2009 bildeten die Gemeinden Vaiņode und Embūte den Bezirk Vaiņode. Im Jahre 2010 zählte er 2932 Einwohner, 2020 waren es nur noch 2235.

## Nachweise
1. ↑  Vides aizsardzības un reģionālās attīstības ministrija (Ministerium für Naturschutz und Regionalentwicklung), Karten und Auflistung der Verwaltungseinheiten, abgerufen am 27. Juli 2021
2. ↑  Bevölkerung der Regionen, Städte und Bezirke Centrālā statistikas pārvalde (Statistisches Amt der Republik Lettland), abgerufen am 12. April 2021.